# Dunera
Die Dunera war ein britischer Truppentransporter, der nach dem Zweiten Weltkrieg auch als Passagierschiff eingesetzt wurde.

## Geschichte
Die Dunera wurde in der zweiten Hälfte der 1930er-Jahre gebaut und 1937 an die British India Steam Navigation Company übereignet. 1940 fuhr sie von Neuseeland britische Truppen nach Ägypten. Danach wurde sie dafür verwendet, Emigranten aus Deutschland und Österreich von England (UK), die als potentiell „feindliche Ausländer“ eingeschätzt wurden, zur Internierung unter Militärbewachung nach Australien zu transportieren. Unter ihnen befanden sich auch etwa 250 Männer aus dem Anfang 1939 eingerichteten Kitchener Camp, in dem deutsche und österreichische Juden untergebracht waren, die mit Duldung der britischen Regierung aus Deutschland hatten fliehen können und auf eine Emigration in ein Drittland warteten. Viele von ihnen hatten zuvor schon als Freiwillige dem Royal Pioneer Corps angehört und waren Teil der britischen Expeditionstruppen in Frankreich gewesen.
Die später verfilmte Fahrt mit den 2.542 Männern nach Australien dauerte vom 10. Juli 1940 bis 6. September (57 Tage). Neben den jüdischen und politischen Emigranten waren darunter auch 451 internierte Deutsche und Italiener bzw. Kriegsgefangene aus diesen Ländern. Diese, aber auch viele der Flüchtlinge, wurden für die Dauer des Krieges in Tatura (Victoria) oder in Hay (New South Wales) interniert. Nach dem Krieg bot die australische Regierung 1946 allen diesen Personen den Rücktransport oder den Verbleib in Australien an. Auch Schiffbrüchige der torpedierten Arandora Star wurden aufgenommen.
In Australien wurde der wachhabende Offizier, Lieutenant-Colonel William Scott, wegen der Haftbedingungen vom Quarantäne-Arzt der Commonwealth-Regierung angezeigt.
An Bord der Dunera waren auf dieser Überfahrt u. a. Joseph Asher, Georg Auer, Kurt Baier, Ulrich A. Boschwitz, Gerd Buchdahl, Franz Eichenberg, Walter Fliess, Anton Walter Freud, Ludwig Hirschfeld-Mack, Walter Kaufmann, Wolfgang Kittel, Ernst Kitzinger, Michael Mellinger, Rainer Radok, Uwe Radok, Anton Ruh, Richard W. Sonnenfeldt, Franz Stampfl, Georg Teltscher, Josef Wiora, Max Zimmering.
Im September 1942 war die Dunera an den Auseinandersetzungen um Madagaskar beteiligt.
Die Dunera spielte auch eine wichtige Rolle bei der Rettung der sogenannten Teheran-Kinder, etwa 870 meist polnisch-jüdischen Kindern, die nach der Besetzung Polens durch die deutsche Wehrmacht auf ihrer Flucht über die Sowjetunion in den Iran gelangt waren. Ihre unter der Obhut der Jewish Agency for Israel geplante Weiterreise nach Palästina sollte ursprünglich auf dem Landweg erfolgen. Da aber der Irak die Durchreise nicht erlaubte, mussten am 3. Januar 1943 716 Kinder und ihre erwachsenen Begleiter, von denen viele ebenfalls Flüchtlinge waren, per LKW nach Bandar Shahpour am Persischen Golf gebracht werden, dem heutigen Bandar-e Imam Chomeini. Von dort aus ging die Reise auf der Dunera weiter nach dem pakistanischen Karatschi, wo alle auf ein weiteres Schiff umgeladen und nach  Sues gebracht wurden. Per Zug erreichten die Kinder und ihre Begleitung am 18. Februar 1943 das Flüchtlingslager Atlit im Norden Palästinas. Die TeheranKinder waren die größte Gruppe von Holocaust-Überlebenden, die während des Zweiten Weltkriegs in Palästina ankamen.
Im weiteren Verlauf des Jahres 1943 war die Dunera im Rahmen der Operation Husky an der Landung in Sizilien beteiligt. Später wurden mit ihr im Rahmen der Operation Dragoon das Hauptquartier der 7. US-Armee nach Südfrankreich verlegt. Im weiteren Kriegsverlauf wurden mit der Dunera Truppen nach Japan transportiert.

### Nachkriegszeit
1951 wurde Truppentransporter für die Anforderungen der Nachkriegszeit angepasst und entsprechend mit 123 Plätzen erster Klasse, 95 – zweiter Klasse, 100 – dritter Klasse und 831 Plätzen der Truppenklasse versehen. 1960 wurde Truppentransport an Bord der Dunera eingestellt. Das Schiff wurde zum ersten Schulungskreuzfahrtschiff bzw. Ausbildungskreuzfahrtschiff mit Klassen, Schwimmbecken, Spielräumen, Bibliothek, 187 Kabinen für Erwachsene und 834 Kinder umgebaut und für die Reisen aus britischen Häfen um Westeuropa, nach Skandinavien und in die Sowjetunion eingesetzt. 1967 wurde es an die Revalorizacion de Materiales SA zur Verwertung in Bilbao verkauft.

## Technische Daten
- Tragfähigkeit: 3.819 t
- Länge: 157,5 m
- Höhe: 19,3 m
- Tiefgang: 7,1 m
- Maschine: zwei 5-Zylinder 2SCSA Doxford-type, 11.880 bhp

## Film
- Ben Lewin (II): The Dunera Boys. Mit Joseph Spano, Bob Hoskins, Joseph Fürst, u. a. 1985: 150 Min.
- John Burgan: Friendly Enemy Alien. Dokumentarfilm (ZDF) 2006: 90 Min.